# 2512 Tavastia
2512 Tavastia este un asteroid din centura principală, descoperit pe 3 aprilie 1940 de Yrjö Väisälä.